# Lutai

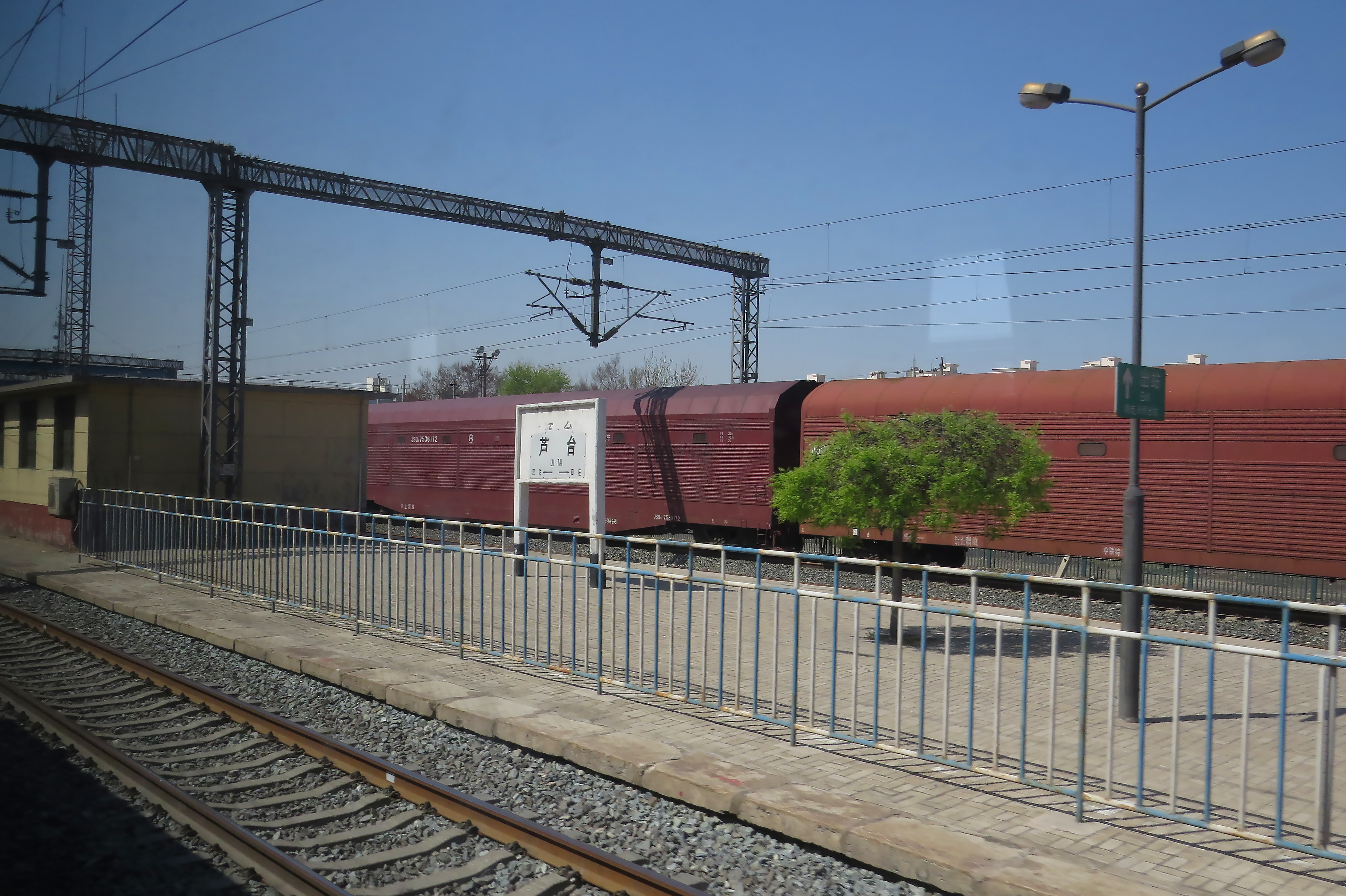
Bahnhof von Lutai (2016)

Lutai (chinesisch 蘆台镇, Pinyin Lútái Zhèn – „Schilfterrasse“) ist eine Großgemeinde und der Verwaltungssitz des Kreises Ninghe im Nordosten von Tianjin, China. Im späten 19. Jahrhundert und frühen 20. Jahrhundert war es ein Endpunkt des Lutai Canal und der ersten Erweiterung des Kaiping Tramway.
Heute ist die Stadt über die Straße ungefähr 85 km von der Innenstadt von Tianjin und 180 km von der Innenstadt von Peking entfernt. 2011 waren 28 Wohngebiete (社区) und 37 Dörfer in dieser Verwaltungseinheit.